# حمض البنزيليك
حمض البنزيليك (بالإنجليزية: Benzilic acid )‏ عبارة عن حمض عطري بلوري أبيض يذوب في العديد من الكحولات الأولية . يمكن تحضيره عن طريق تسخين مزيج من البنزيل ، الكحول و هيدروكسيد البوتاسيوم . الطريقة الأخرى لتحضيره من خلال البنزالدهيد ، والذي يعمل ديمره مع البنزيل والذي يتحول أيضاً عن طريق إعادة ترتيب حمض البنزيليك إلى حمض البنزيليك . أيضاً، كان هذا التفاعل أول مثال ينجز بشأن إعادة ترتيب حمض البنزيليك من قِبل ليبج في عام 1838 م .
يستخدم حمض البنزيليك في التخليق العضوي ، كنقطة أساسية لتحضير المستحضرات الصيدلانية جليكولات وبعض العقاقير المهلوسة .

## وصلات خارجية
- Safety MSDS data
- Benzilic acid as nerve agent precursor
- Benzilic acid as a reagent in gravimetric determination of zirconium
- Solubility in alcohols
- Converting Benzaldehyde to Benzilic Acid
- Synthesis of Benzilic Acid